# Alexander Krakauer

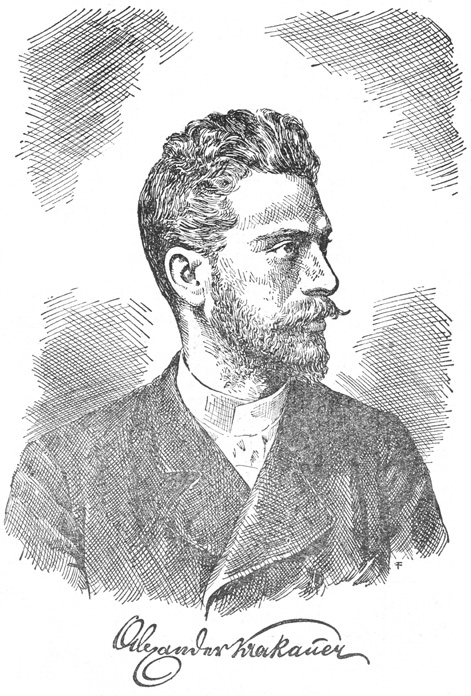
Alexander Krakauer

Alexander Krakauer (* 24. Dezember 1866 in Komorn; † 18. Juni 1894 in Graz) war ein österreichischer Komponist und Verfasser von Wienerliedern.

## Leben

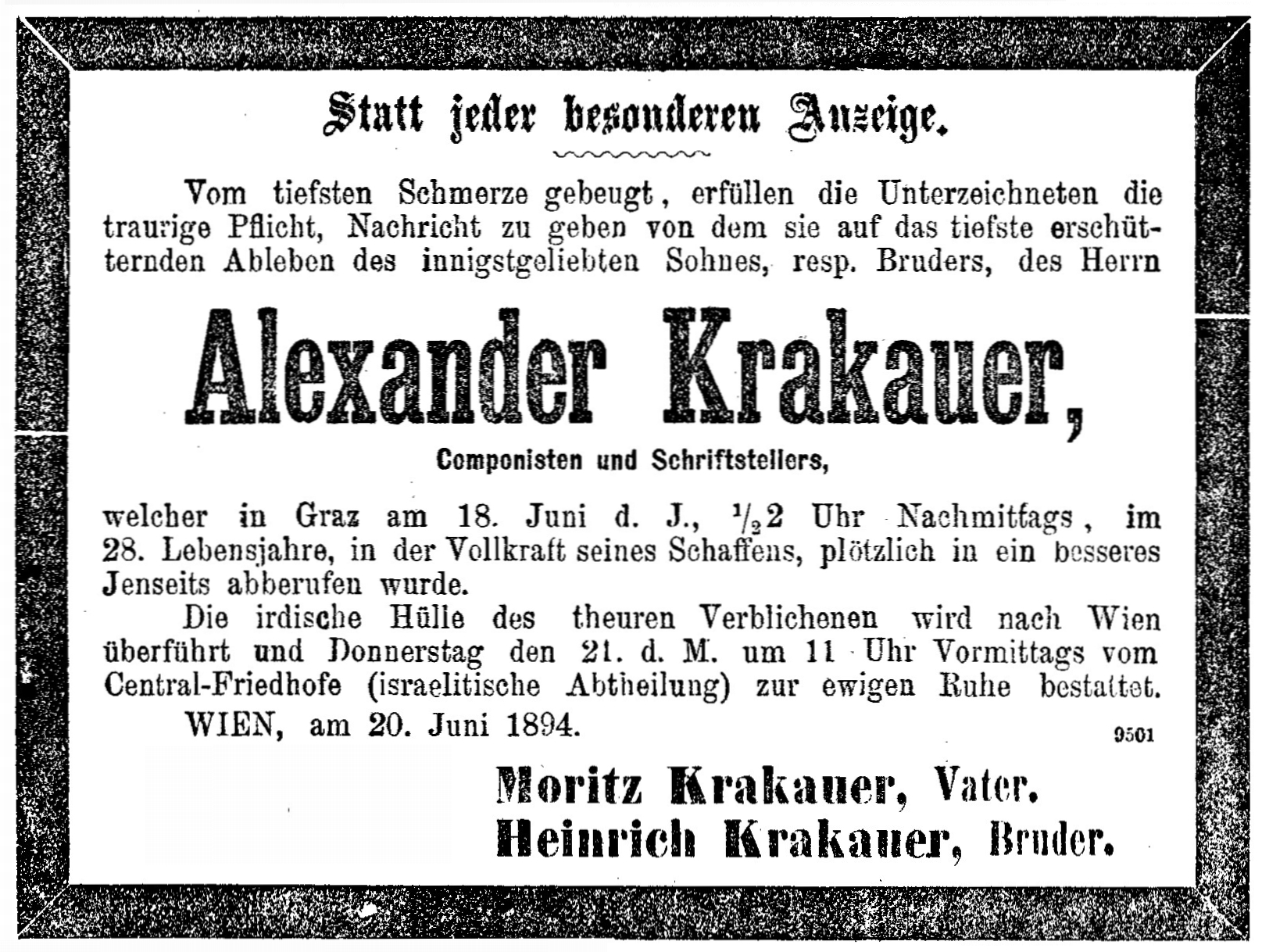
Todesanzeige in der NFP

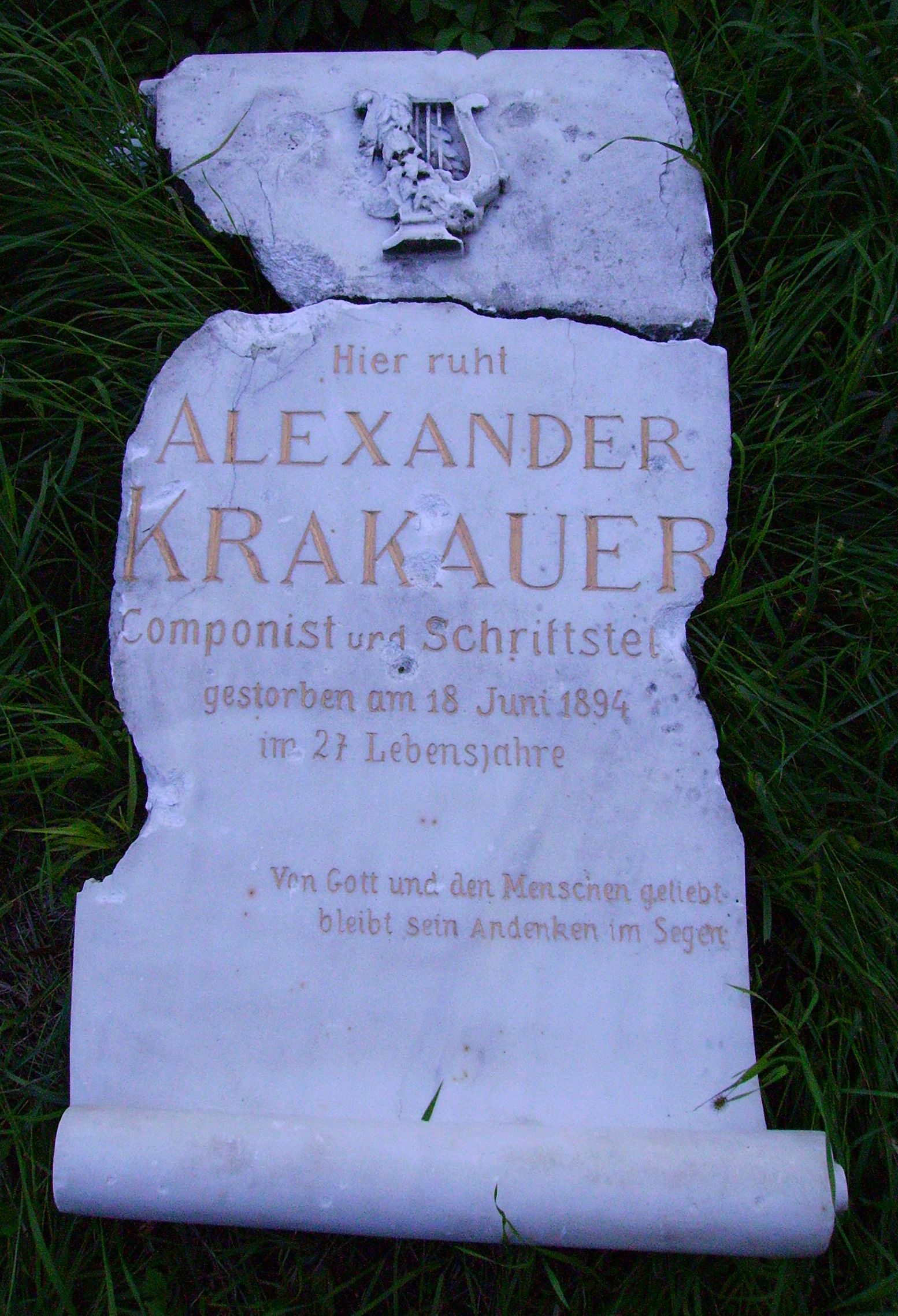
Überreste des Grabsteins

Alexander Krakauer, Sohn des jüdischen Fächerfabrikanten Moriz Krakauer, studierte Violine bei Wilhelm Kleinecke in Wien und besuchte von 1885 bis 1887 auch die Technische Hochschule in Wien. Dank der Unterstützung des Vaters konnte er sich aber allein der Musik widmen, durch sein schweres Lungenleiden war ihm eine andere Berufsausübung wohl auch unmöglich.
Er komponierte Wienerlieder, zu denen er auch meist die Texte selbst verfasste. Seine Lieder erfreuten sich großer Beliebtheit und wurden u. a. von Alexander Girardi, Edmund Guschelbauer und Julius Wittels (1860–1899) gesungen; die Notendrucke der Musikverlage Doblinger und Blaha erlebten hohe Auflagen. Sein Singspiel Der Herr Franz wurde 1890 erfolgreich am Carl-Theater uraufgeführt. 1891 veröffentlichte Krakauer die musikalisch-parodistische Einlage Eine moderne Ehe.
Nach Kuraufenthalten in Ägypten (1892) und in Abbazia wollte er auch Bad Gleichenberg besuchen, als er auf der Anreise plötzlich in Graz an Blutsturz verstarb.
Alexander Krakauer wurde auf dem Wiener Zentralfriedhof, Tor 1 (Gruppe 20, Reihe 22, Nr. 14) am 21. Juni bestattet. Im Zweiten Weltkrieg wurde der Grabstein durch eine in der Nähe eingeschlagene Fliegerbombe fast zur Gänze zerstört.

## Werke

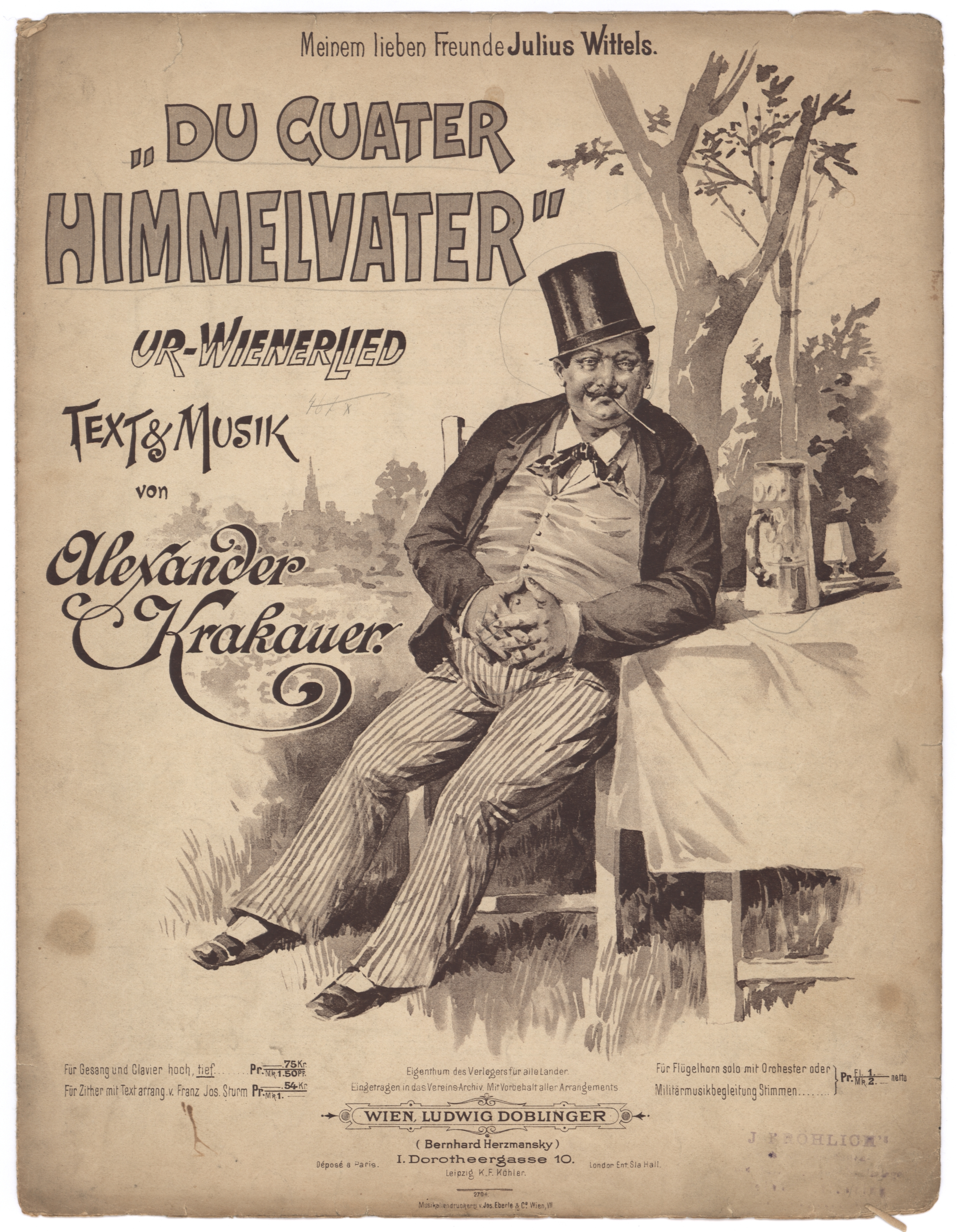
Du guater Himmelvater, Titelblatt

Text und Musik von Alexander Krakauer, soweit nicht anders angegeben:
- Aber so muss’s sein. Gesungen von Josef Müller.
- Accord-Walzer für Pianoforte.
- Ackerlied. Text von Carl Elmar.
- Alles schon dagewesen. Gesungen von Josef Müller.
- Alles vergriffen. Gesungen von Edmund Guschelbauer.
- Als der Mond trat aus den Wolken. Couplet in der Posse: „Die Hetzjagd nach einem Menschen“.
- Au weh! G’stanz’ln. Text von P. Rivalier (d. i. Pius Baron von Meysenburg). Gesungen von Fräulein Augustin und Herrn Wittels.
- Auf nach Afrika, op. 23. Walzer-Couplet.
- Blaue Augen, op. 35. Walzereinlage in der Ausstattungs-Operette „Susette“. Gesungen von Frau Marie Schwarz.
- Da brandelt’s, op. 30. Couplet-Einlage in der Posse „Wiener Luft“. Gesungen von Alexander Girardi.
- Da gehma. Gesungen von Franz Maier.
- Das goldene Wiener Herz. Couplet aus der Posse „Ein Tag in Wien“.
- Das kommt auf an’s heraus! Gesungen von Josef Müller.
- Das Weiberregiment. Marschlied.
- Der Werkelmann. Wienerlied. Meinem lieben Freunde Julius Wittels.
- Die Arbeit hoch! Volksstück mit Gesang, Text von F[riedrich] Antony (d. i. Anton Nikolowsky).

1. Weil i a Gefühlsmensch bin.
2. Nur die Hoffnung nicht verlieren.
3. Das muss ein Irrthum sein.
4. Das pfeifen in Wean scho die Spatzen am Dach.
5. Seliger Raimund schau oba auf Wien.
6. Frauen-Emanzipation.
- Die wahre Liebe ist das nicht! Couplet-Einlage in der Operette „Lachende Erben“ von Charles Weinberger. Gesungen von Julius Wittels.
- Donaulieder, op. 29. Walzer.
- Dös frißt er net! Couplet.
- Dös kann mei’ Caro a. Gesungen von Franz Maier und von Julius Wittels in dem Ausstattungsstück „Frau Venus“.
- Du guater Himmelvater, op. 37. Lied
- Eduard, du Herzensdieb, op. 26. Walzer-Rondo. Gesungen von Frl. Minna Rott.
- Ein Tag in Wien. Posse mit Gesang von Pius Rivalier. Musik von Alexander Krakauer. M. Täncer, Wien, 1893
- Fein und ordinär! Couplet.
- Gold und Silber, op 159. Lied. Text von Carl M. Schlesinger.
- Gretchen, op. 22. Polka française mit Text. Herrn Alexander Girardi freundlichst gewidmet.
- Der Herr Franz op. 39. Wiener Singspiel in einem Akt; Text von Alois Berla.
- I bin a echter Weana, so nach’n alten Schlag. Lied. Text von Engelbert Herzog.
- Im Alter wird man wieder kindisch. Couplet.
- Is schon petschirt. Gesungen von Franz Maier.
- Jugendtraum. Gedicht von Oscar Beck für Pianoforte und Gesang.
- Keine Rose ohne Dornen. Couplet. Gesungen von Julius Wittels.
- Liebeserklärung. Gesangswalzer.
- Mei Bua. Lied aus der Posse „Ein Tag in Wien“. Text von Pius Rivalier. Gesungen von Frl. Augustin.
- Mein Liebchen wohnt am Donaustrand. Lied.
- Meine Wett’l am Spinett’l! Chorlied. Couplet.
- Mister Menelaus (Pius Rivalier und Alexander Krakauer), (1896 Wien)
- O du schöne Adelheid. Marsch.
- Personsbeschreibung. Couplet aus der Posse „Die gemeinsame Hochzeitsreise“.
- Prater-Marsch, op. 24. Gesungen von Edmund Guschelbauer.
- Saphir. Walzer.
- Tour und retour. Couplet. Gesungen von Edmund Guschelbauer.
- Über den Gartenzaun; op. 33. Humoristisches Lied. Text von Carl Lindau. Herrn Joseph Josephi gewidmet.
- Vindobona thua di’ trösten, op. 25. Walzer-Lied. Gesungen von Edmund Guschelbauer. Der wohlgebornenen Frau Leopoldine Werthner hochachtungsvoll zugeeignet.
- Was Menschenhände alles können. Couplet.
- Wiener Schusterbubenlied, op. 32. Gesungen von Alexander Girardi.
- Wäschermädel-Walzer. Nach Motiven des Singspiels „Der Herr Franz“.
- Wiener-Musik, op. 42. Wiener-Lied. Text von P. Rivalier.

## Zitat
Mein Liebchen wohnt am Donaustrand
D´rum zieht es stets mich hin,
Mein Liebchen ist mein Vaterland
Mein Liebchen ist mein Wien!
(Der Refrain des gleichnamigen Liedes)